# Photharam (huyện)
Photharam (tiếng Thái: โพธาราม) là một huyện (amphoe) ở phía bắc của tỉnh Ratchaburi, miền trung Thái Lan.

## Lịch sử
Photharam là một huyện (kwaeng) của mueang Ratchaburi vào thế kỷ 19. Năm 1836, trụ sở huyện đã được dời đến cửa con kênh Bang Tanod về phía bờ đông của sông Mae Klong đối diện với Wat Chaloem Art. Ngày 10 tháng 3 năm 1952, trụ sở đã được dời đến vị trí ngày nay ở đô thị Photharam.

## Địa lý
Các huyện giáp ranh (từ phía đông theo chiều kim đồng hồ) là: Bang Phae, Damnoen Saduak, Mueang Ratchaburi, Chom Bueng của tỉnh Ratchaburi, Tha Muang của tỉnh Kanchanaburi, Ban Pong của tỉnh Ratchaburi và Mueang Nakhon Pathom của tỉnh Nakhon Pathom.
Nguồn nước quan trọng ở huyện này là sông Mae Klong.

## Hành chính
Huyện này được chia thành 19 phó huyện (tambon), các đơn vị này lại được chia ra thành 156 làng (muban). Có sáu khu vực đô thị (thesaban): thị xã (thesaban mueang) Photharam nằm trên toàn bộ tambon Photaram, các thị trấn (thesaban tambon) Ban Lueak, Ban Sing và Chet Samian mỗi đơn vị nằm trên toàn bộ một tambon cùng tên. Thị trấn Khao Khuang nằm trên toàn bộ tambon Nang Kaeo và một phần của Chamrae, Tao Pun và Khao Cha-ngum. Thị trấn Nong Pho finally nằm trên một phần của tambon Nong Pho. Có 14 Tổ chức hành chính tambon.
| 1.  | Photharam      | โพธาราม    |  |
| 2.  | Don Krabueang  | ดอนกระเบื้อง |  |
| 3.  | Nong Pho       | หนองโพ     |  |
| 4.  | Ban Lueak      | บ้านเลือก    |  |
| 5.  | Khlong Ta Khot | คลองตาคต   |  |
| 6.  | Ban Khong      | บ้านฆ้อง     |  |
| 7.  | Ban Sing       | บ้านสิงห์     |  |
| 8.  | Don Sai        | ดอนทราย    |  |
| 9.  | Chet Samian    | เจ็ดเสมียน   |  |
| 10. | Khlong Khoi    | คลองข่อย    |  |
| 11. | Chamrae        | ชำแระ      |  |
| 12. | Soi Fa         | สร้อยฟ้า     |  |
| 13. | Tha Chumphon   | ท่าชุมพล     |  |
| 14. | Bang Tanot     | บางโตนด    |  |
| 15. | Tao Pun        | เตาปูน      |  |
| 16. | Nang Kaeo      | นางแก้ว     |  |
| 17. | Thammasen      | ธรรมเสน    |  |
| 18. | Khao Cha-ngum  | เขาชะงุ้ม    |  |
| 19. | Nong Kwang     | หนองกวาง   |  |